# Mediorhynchus numidae
Mediorhynchus numidae är en hakmaskart som först beskrevs av Baer 1925.  Mediorhynchus numidae ingår i släktet Mediorhynchus och familjen Giganthorhynchidae. Inga underarter finns listade i Catalogue of Life.